# Zablate, Žrelec
Zablate (nemško Sabuatach) je naselje v Občini Žrelec v Okraju Celovec-dežela na Koroškem v Avstriji.